# Мадрид (аеропорт)

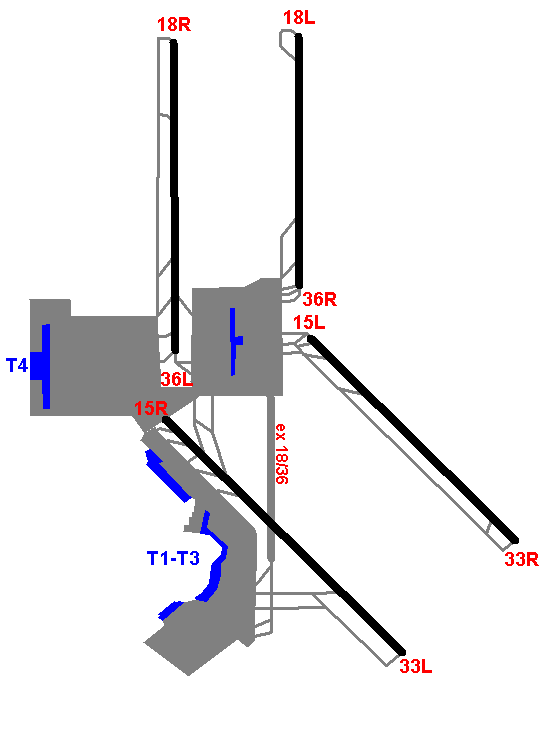
Схема злітно-посадкових смуг аеропорту Барахас

Аеропорт Мадрид-Барахас імені Адольфо Суареса (ісп. Aeropuerto Adolfo Suárez, Madrid-Barajas (IATA: MAD, ICAO: LEMD)) — головний міжнародний аеропорт столиці Іспанії Мадрида. З 24 березня 2014 має ім'я Адольфо Суареса, першого прем'єр-міністра демократичної Іспанії. Аеропорт має чотири термінали (в тому числі відкритий 2006 року Термінал 4, один з найбільших у світі за площею, що становить 760 тис. м²). За завантаженістю 2022 року аеропорт займає 15-е місце у світі та п'яте в Європі (за 2008 рік було здійснено 469,7 тис. злетів та посадок).
Барахас пов'язує Піренейський півострів з рештою Європи, а також служить сполучною ланкою між Європою та Латинською Америкою.
Барахас — основний аеропорт приписки іспанської авіакомпанії Iberia Airlines, яка забезпечує йому понад 60 відсотків пасажиропотоку. Також є ще один аеропорт: Торрехон, який також обслуговує столицю.
Аеропорт розташований фактично в межах міста, приблизно за 14 км на північний схід від центральної площі Мадрида.

## Транспорт
Метро. 8-ма рожева лінія від Nuevos Ministerios, передостання станція Т1, Т2, Т3 термінали, остання Т4. Ціна проїзду 3 євро + 3 євро збір аеропорту (купується як окремий квиток в аеропорту або на будь-якій станції в автоматі при виборі спеціальних тарифів).
Електрички. Лінія С1. Основні станції: Príncipe Pío, Méndez Álvaro (автобусний вокзал), Аточа (головний ж/д вокзал), Nuevos Ministerios, Chamartín (друга ж/д вокзал), T4 Barajas. Ціна квитка 2,55 євро. Інтервал руху 30 хвилин. Час роботи з 05:00 до 23:00, час у дорозі 25 хвилин від ж/д вокзалу Аточа.
Автобус. Експрес автобус 24 години. Відмінна риса від інших мадридських автобусів — жовтий колір. Початкова зупинка Аточа, такі пл. Сібеліс та вул. Про 'Donell, кінцеві Т1, Т2, Т3 і Т4. Час в дорозі 40 хвилин, залежно від трафіку. Інтервал руху: вдень 15 хвилин, вночі 30 хвилин. Ціна 5 євро.

## Авіакомпанії
Деякі авіакомпанії за терміналами.
- Термінал 1: Air Europa (міжнародні напрямки), Air Moldova, Aerolíneas Argentinas, Aeroméxico, Аерофлот, Easy Jet, Ryanair, United Airlines, US Airways.
- Термінал 2: Air Europa (напрямки EC), Air France, AirBaltic, Alitalia, Brussels Airlines, KLM Royal Dutch Airlines, Lufthansa, Spanair, Swiss International Airlines.
- Термінал 3: Закрито для реєстрації. Раніше базувалася авіакомпанія Iberia.
- Термінал 4: American Airlines, British Airways, Czech Airlines, Emirates, Iberia, S7 Airlines, Трансаеро, Міжнародні авіалінії України, Vueling.

## Термінали
Усі термінали пов'язані між собою безкоштовним автобусом, що пофарбований у зелений (салатовий колір), на світловому табло написані напрямки: Т1 Т2 Т3 Т4 або навпаки.
Термінал 4 складається з 2-х будівель — T4 і T4S.
Т4: 2 поверх — реєстрація, 2 поверх — зовнішній огляд, 1 поверх — посадочні ворота H, J, K, 0 поверх — отримання багажу,-2 поверх — підземний поїзд, що з'єднує Т4 з Т4S. Приліт, виліт лише з країн ЄС.
Т4S побудований для міжнародних сполучень. Посадочні ворота на 2 поверсі для авіаліній ЄС позначаються літерою «М». 1 поверх для міжнародних сполучень, посадочні ворота R, S, U,-1 поверх — паспортний контроль,-2 Поверх — підземний поїзд, що з'єднує Т4S c Т4.

## Злітно-посадкові смуги
Аеропорт Барахас має 4 ЗПС:
| № смуги | Довжина (м) | Покриття |
| ------- | ----------- | -------- |
| 15П/33Л | 4 220       | асфальт  |
| 15Л/33П | 3 620       | асфальт  |
| 18Л/36П | 3 620       | асфальт  |
| 18П/36Л | 4 470       | асфальт  |

## Події
- 20 серпня 2008 року в аеропорту Мадрид-Барахас на зльоті зазнав катастрофи[en] літак McDonnell Douglas MD-80 авіакомпанії Spanair[en], що прямував рейсом JKK 5022 в аеропорт Гран-Канарія (Канарські острови). За попередніми даними, при здійсненні другої спроби зльоту у літака загорівся двигун. Після цього пілот вдався до екстреного гальмування, й повітряне судно викотилося за межі злітно-посадкової смуги, після чого загорілося й розламалося на дві частини. Зі 172 осіб, що перебували на борту, загинули 154.